# Thorecta elegans
Thorecta elegans är en svampdjursart som beskrevs av Lendenfeld 1889. Thorecta elegans ingår i släktet Thorecta och familjen Thorectidae.
Artens utbredningsområde är havet kring Mikronesien. Inga underarter finns listade i Catalogue of Life.